# Глазер, Кристоф
Кристоф Глазер (фр. Christophe Glaser) — французский химик и фармацевт XVII века, автор «Трактата о химии» (фр. Traicté de la chymie, 1663).
Родился в Базеле. Получил образование в местном университете. В 1650 году перебрался в Париж, где стал последователем французского алхимика Николя Лефевра. Работал в ботаническом саду, совмещая эту должность с работой аптекаря при дворе Людовика XIV. В честь него назван минерал глазерит (K3Na(SO4)2). Предполагается, что его ученицей была знаменитая преступница Маркиза де Бренвилье, дело которой произвело брожение в парижском высшем свете.